# Československá hokejová reprezentace v sezóně 1986/1987
Československá hokejová reprezentace v sezóně 1986/1987 sehrála celkem 33 zápasů.

## Přehled mezistátních zápasů
| Pořadí | Datum             | Soupeř    | Výsledek             | Soutěž                 | Místo utkání |
| ------ | ----------------- | --------- | -------------------- | ---------------------- | ------------ |
| 963.   | 3. září 1986      | Švédsko   | 6:3 (1:0, 1:2, 4:1)  | přátelsky              | Jihlava      |
| 964.   | 4. září 1986      | Švédsko   | 4:1 (0:1, 2:0, 2:0)  | přátelsky              | Kladno       |
| 965.   | 29. října 1986    | SSSR      | 1:2 (0:1, 1:1, 0:0)  | přátelsky              | Praha        |
| 966.   | 30. října 1986    | SSSR      | 2:3 (1:1, 1:1, 0:1)  | přátelsky              | Brno         |
| 967.   | 1. listopadu 1986 | SSSR      | 3:2 (0:1, 2:0, 1:1)  | přátelsky              | Ostrava      |
| 968.   | 11. prosince 1986 | Finsko    | 5:1 (0:0, 3:0, 2:1)  | přátelsky              | Tampere      |
| 969.   | 12. prosince 1986 | Finsko    | 0:2 (0:1, 0:1, 0:0)  | přátelsky              | Helsinky     |
| 970.   | 16. prosince 1986 | Švédsko   | 1:2 (0:0, 0:2, 1:0)  | Cena Izvestijí 1986    | Moskva       |
| 971.   | 18. prosince 1986 | Finsko    | 5:5 (3:2, 1:2, 1:1)  | Cena Izvestijí 1986    | Moskva       |
| 972.   | 19. prosince 1986 | Kanada    | 4:1 (1:1, 0:0, 3:0)  | Cena Izvestijí 1986    | Moskva       |
| 973.   | 21. prosince 1986 | SSSR      | 0:1 (0:1, 0:0, 0:0)  | Cena Izvestijí 1986    | Moskva       |
| 974.   | 28. prosince 1986 | SSSR      | 0:4 (0:2, 0:1, 0:1)  | Calgary Cup 1987       | Calgary      |
| 975.   | 30. prosince 1986 | Kanada    | 6:3 (3:1, 1:1, 2:1)  | Calgary Cup 1987       | Calgary      |
| 976.   | 1. ledna 1987     | USA       | 11:2 (4:1, 5:0, 2:1) | Calgary Cup 1987       | Calgary      |
| 977.   | 3. ledna 1987     | SSSR      | 3:2 (2:0, 1:0, 0:2)  | Calgary Cup 1987       | Calgary      |
| 978.   | 27. března 1987   | Švédsko   | 5:3 (1:0, 2:0, 2:3)  | přátelsky              | Göteborg     |
| 979.   | 29. března 1987   | Švédsko   | 2:3 (0:0, 0:2, 2:1)  | přátelsky              | Göteborg     |
| 980.   | 4. dubna 1987     | Finsko    | 5:2 (2:0, 1:1, 2:1)  | přátelsky              | Plzeň        |
| 981.   | 5. dubna 1987     | Finsko    | 2:2 (2:1, 0:0, 0:1)  | přátelsky              | Praha        |
| 982.   | 11. dubna 1987    | Polsko    | 9:1 (3:0, 4:1, 2:0)  | přátelsky              | Příbram      |
| 983.   | 12. dubna 1987    | Polsko    | 12:2 (7:0, 4:2, 1:0) | přátelsky              | Tábor        |
| 984.   | 17. dubna 1987    | Finsko    | 5:2 (3:0, 2:1, 0:1)  | Mistrovství světa 1987 | Vídeň        |
| 985.   | 18. dubna 1987    | Kanada    | 1:1 (0:0, 0:0, 1:1)  | Mistrovství světa 1987 | Vídeň        |
| 986.   | 20. dubna 1987    | Švédsko   | 3:2 (2:0, 1:1, 0:1)  | Mistrovství světa 1987 | Vídeň        |
| 987.   | 21. dubna 1987    | SSSR      | 1:6 (0:0, 0:3, 1:3)  | Mistrovství světa 1987 | Vídeň        |
| 988.   | 23. dubna 1987    | Švýcarsko | 5:2 (0:0, 2:2, 3:0)  | Mistrovství světa 1987 | Vídeň        |
| 989.   | 25. dubna 1987    | SRN       | 5:2 (1:0, 1:2, 3:0)  | Mistrovství světa 1987 | Vídeň        |
| 990.   | 27. dubna 1987    | USA       | 4:0k (0:0, 2:0, 2:0) | Mistrovství světa 1987 | Vídeň        |
| 991.   | 29. dubna 1987    | Švédsko   | 3:3 (3:1, 0:1, 0:1)  | Mistrovství světa 1987 | Vídeň        |
| 992.   | 1. května 1987    | Kanada    | 4:2 (2:1, 0:1, 2:0)  | Mistrovství světa 1987 | Vídeň        |
| 993.   | 3. května 1987    | SSSR      | 1:2 (1:0, 0:0, 0:2)  | Mistrovství světa 1987 | Vídeň        |

K=utkání Československo - USA 4:2 bylo pro doping hráče Scotta Younga (USA) kontumováno 4:0 ve prospěch ČSSR.

## Další zápasy reprezentace
| Datum          | Soupeř                  | Výsledek            | Soutěž          | Místo utkání     |
| 28. srpna 1986 | Avtomobilist Sverdlovsk | 3:1 (1:0, 2:0, 0:1) | Zlatý klas 1986 | České Budějovice |
| 29. srpna 1983 | Motor České Budějovice  | 4:6 (1:2, 2:1, 1:3) | Zlatý klas 1986 | České Budějovice |

## Bilance sezóny 1986/87
| Soupeř    | Zápasy | Výhry | Remízy | Prohry | Skóre  |
| --------- | ------ | ----- | ------ | ------ | ------ |
| Finsko    | 6      | 3     | 2      | 1      | 22:14  |
| Kanada    | 4      | 3     | 1      | 0      | 15:7   |
| Polsko    | 2      | 2     | 0      | 0      | 21:3   |
| SRN       | 1      | 1     | 0      | 0      | 5:2    |
| SSSR      | 8      | 2     | 0      | 6      | 11:22  |
| Švédsko   | 7      | 4     | 1      | 2      | 24:17  |
| Švýcarsko | 1      | 1     | 0      | 0      | 5:2    |
| USA       | 2      | 2     | 0      | 0      | 15:2   |
| Celkem    | 31     | 18    | 4      | 9      | 118:69 |

## Reprezentovali v sezóně 1986/87
| Post    | Jméno              | Zápasy | Branky | Klub                      |
| Brankář | Dominik Hašek      | 24     | 55     | Tesla Pardubice           |
| Brankář | Jaromír Šindel     | 8      | 16     | Sparta Praha              |
| Obránce | Jaroslav Benák     | 29     | 0      | Dukla Jihlava             |
| Obránce | Mojmír Božík       | 26     | 1      | VSŽ Košice                |
| Obránce | Luděk Čajka        | 28     | 3      | Dukla Jihlava             |
| Obránce | Miloslav Hořava    | 31     | 4      | Poldi SONP Kladno 1. ČNHL |
| Obránce | Arnold Kadlec      | 5      | 0      | ChZ Litvínov              |
| Obránce | Drahomír Kadlec    | 9      | 0      | Dukla Jihlava             |
| Obránce | Stanislav Mečiar   | 12     | 1      | Tesla Pardubice           |
| Obránce | Bedřich Ščerban    | 31     | 1      | Dukla Jihlava             |
| Obránce | Antonín Stavjaňa   | 30     | 2      | TJ Gottwaldov             |
| Obránce | Rudolf Suchánek    | 4      | 0      | Motor České Budějovice    |
| Útočník | František Černý    | 28     | 6      | Škoda Plzeň               |
| Útočník | Libor Dolana       | 25     | 8      | Dukla Jihlava             |
| Útočník | Jiří Doležal       | 21     | 6      | Sparta Praha              |
| Útočník | Jiří Hrdina        | 29     | 12     | Sparta Praha              |
| Útočník | Otakar Janecký     | 13     | 0      | Tesla Pardubice           |
| Útočník | Ján Jaško          | 2      | 0      | Slovan Bratislava         |
| Útočník | Vladimír Kameš     | 3      | 1      | Poldi SONP Kladno 1. ČNHL |
| Útočník | Robert Kron        | 1      | 0      | Zetor Brno                |
| Útočník | Jiří Kučera        | 28     | 5      | Dukla Jihlava             |
| Útočník | Igor Liba          | 24     | 4      | VSŽ Košice                |
| Útočník | Dušan Pašek        | 30     | 14     | Slovan Bratislava         |
| Útočník | Petr Rosol         | 20     | 6      | ChZ Litvínov              |
| Útočník | Dárius Rusnák      | 5      | 2      | Slovan Bratislava         |
| Útočník | Vladimír Růžička   | 28     | 14     | ChZ Litvínov              |
| Útočník | Vladimír Svitek    | 5      | 0      | VSŽ Košice                |
| Útočník | Jiří Šejba         | 30     | 7      | Tesla Pardubice           |
| Útočník | Oldřich Válek      | 9      | 1      | Dukla Jihlava             |
| Útočník | Rostislav Vlach    | 15     | 3      | TJ Gottwaldov             |
| Útočník | Petr Vlk           | 28     | 5      | Dukla Jihlava             |
| Útočník | Ján Vodila         | 4      | 0      | VSŽ Košice                |
| Útočník | David Volek        | 30     | 10     | Sparta Praha              |
| Trenér  | Ján Starší         |        |        |                           |
| Trenér  | František Pospíšil |        |        |                           |

## Přátelské mezistátní zápasy
Československo -  Švédsko 	6:3 (1:0, 1:2, 4:1)
3. září 1986 - Jihlava

Branky Československa: 6. Mojmír Božík, 33. Igor Liba, 42. Igor Liba, 47. Jiří Hrdina, 50. David Volek, 53. Dušan Pašek.

Branky Švédska: 26. Robert Nordmark, 27. Thomas Rundqvist, 57. Håkan Södergren.

Rozhodčí: Anatolij Barinov (URS) – Miroslav Lipina (TCH), Josef Furmánek (TCH)

Vyloučení: 7:9 (využití 3:2)
ČSSR: Dominik Hašek – Arnold Kadlec, Miloslav Hořava, Mojmír Božík, Jaroslav Benák, Antonín Stavjaňa, Bedřich Ščerban – Petr Rosol, Vladimír Růžička, Jiří Hrdina – David Volek, Dušan Pašek, Jiří Šejba – Vladimír Svitek, Ján Vodila, Igor Liba – Oldřich Válek, Jiří Kučera, Petr Vlk.
Švédsko: Ake Lilljebjörn – Tommy Albelin, Tommy Samuelsson, Lars Karlsson, Peter Andersson, Robert Nordmark, Lars Ivarsson, Mats Kihlström, Anders Carlsson – Matti Pauna, Thomas Rundqvist, Stefan Lundh – Mikael Hjälm, Bengt-Åke Gustafsson, Lars-Gunnar Pettersson – Jonas Bergvist, Lars Molin, Håkan Södergren – Thom Eklund, Thomas Ljungbergh, Peter Gradin.
 Československo -  Švédsko 	4:1 (0:1, 2:0, 2:0)
4. září 1986 - Kladno

Branky Československa: 22. Vladimír Růžička, 40. Vladimír Růžička, 41. Petr Rosol, 57. Vladimír Kameš.

Branky Švédska: 10. Håkan Södergren

Rozhodčí: Anatolij Barinov (URS) – Zdeněk Tatíček (TCH), Jiří Brunclík (TCH)

Vyloučení: 9:8 (využití 0:0)
ČSSR: Dominik Hašek – Arnold Kadlec, Miloslav Hořava, Mojmír Božík, Jaroslav Benák, Antonín Stavjaňa, Bedřich Ščerban – Petr Rosol, Vladimír Růžička, Jiří Hrdina – David Volek, Dušan Pašek, Jiří Šejba – Vladimír Svitek, Ján Vodila, Igor Liba – Oldřich Válek, Vladimír Kameš, Petr Vlk
Švédsko: Ake Lilljebjörn – Lars Karlsson, Peter Andersson, Magnus Svensson, Mats Kihlström, Tommy Albelin, Tommy Samuelsson, Lars Ivarsson, Robert Nordmark – Mikael Hjälm, Bengt-Åke Gustafsson, Lars-Gunnar Pettersson – Johan Strömvall, Thom Eklund, Peter Gradin – Matti Pauna, Thomas Rundqvist, Stefan Lundh – Jonas Bergqvist, Lars Molin, Håkan Södergren.
 Československo -  SSSR 	1:2 (0:1, 1:1, 0:0)
29. října 1986 - Praha

Branky a nahrávky Československa: 29. Jiří Šejba (Dušan Pašek).

Branky a nahrávky SSSR: 15. Sergej Makarov (Vladimir Krutov), 35. Sergej Charin (Jurij Chmylov).

Rozhodčí: ULf Lindgren (SWE) – Zdeněk Tatíček (TCH), Jiří Brunclík (TCH)

Vyloučení: 3:3 (využití 0:1)
ČSSR: Dominik Hašek – Mojmír Božík, Jaroslav Benák, Arnold Kadlec, Miloslav Hořava, Antonín Stavjaňa, Bedřich Ščerban, Luděk Čajka, Stanislav Mečiar – Otakar Janecký, Dušan Pašek, Jiří Šejba – David Volek, Vladimír Růžička, Jiří Hrdina – Libor Dolana, Vladimír Kameš, Petr Vlk – Vladimír Svitek, Ján Vodila, František Černý
SSSR: Sergej Mylnikov – Alexej Kasatonov, Vjačeslav Fetisov, Alexej Gusarov, Alexander Fatkullin, Sergej Starikov, Vladimir Konstantinov, Vasilij Pěrvuchin, Michail Tatarinov – Sergej Makarov, Vjačeslav Bykov, Vladimir Krutov – Michail Varnakov, Anatolij Semjonov, Sergej Světlov – Sergej Němčinov, Jurij Chmylov, Sergej Charin – Vladimir Zubrilcev, Alexander Semak, Jurij Leonov – Sergej Prjachin, Jevgenij Davidov.
 Československo -  SSSR 	2:3 (1:1, 1:1, 0:1)
30. října 1986 - Brno

Branky a nahrávky Československa: 14. Vladimír Růžička (Antonín Stavjaňa), 22. Vladimír Růžička (Antonín Stavjaňa, Miloslav Hořava).

Branky a nahrávky SSSR: 20. Sergej Starikov (Sergej Prjachin), 25. Alexander Semak, 42. Anatolij Semjonov (Vasilij Pěrvuchin).

Rozhodčí: ULf Lindgren (SWE) – Miroslav Lipina (TCH), Zdeněk Tatíček (TCH)

Vyloučení: 6:4 (využití 2:0, v oslabení 0:1) navíc Krutov na 5 min.
ČSSR: Dominik Hašek – Drahomír Kadlec, Miloslav Hořava, Mojmír Božík, Jaroslav Benák, Antonín Stavjaňa, Bedřich Ščerban, Luděk Čajka, Stanislav Mečiar – Robert Kron (David Volek), Vladimír Růžička, Jiří Hrdina – Otakar Janecký, Dušan Pašek, Jiří Šejba – Libor Dolana, Jiří Kučera, Petr Vlk – Vladimír Svitek (Robert Kron), Ján Vodila (Rostislav Vlach), František Černý
SSSR: Sergej Mylnikov – Alexej Kasatonov, Vjačeslav Fetisov, Michail Tatarinov, Vasilij Pěrvuchin, Alexej Gusarov, Alexander Fatkullin, Sergej Starikov, Vladimir Konstantinov – Sergej Makarov, Vjačeslav Bykov, Vladimir Krutov – Sergej Světlov, Anatolij Semjonov, Jurij Leonov – Sergej Charin, Sergej Němčinov, Jurij Chmylov – Sergej Prjachin, Alexander Semak, Jevgenij Davidov – Andrej Chomutov, Michail Varnakov.
 Československo -  SSSR 	3:2 (0:1, 2:0, 1:1)
1. listopadu 1986 - Ostrava

Branky a nahrávky Československa: 23. František Černý (Antonín Stavjaňa), 39. Jiří Kučera (Jaroslav Benák, Libor Dolana), 53. Dušan Pašek (Jiří Šejba).

Branky a nahrávky SSSR: 0:36 Vladimir Krutov (Vjačeslav Fetisov), 50. Jurij Leonov (Sergej Makarov).

Rozhodčí: Ulf Lindgren (SWE) – Miroslav Lipina (TCH), Josef Furmánek (TCH)

Vyloučení: 6:5 (využití 0:0)
ČSSR: Jaromír Šindel – Luděk Čajka, Miloslav Hořava, Antonín Stavjaňa, Stanislav Mečiar, Bedřich Ščerban, Jaroslav Benák – Otakar Janecký, Dušan Pašek, Jiří Šejba – David Volek, Vladimír Růžička, Jiří Hrdina – Vladimír Svitek, Rostislav Vlach, František Černý – Libor Dolana, Vladimír Kameš, Jiří Kučera.
SSSR: Vitālijs Samoilovs – Alexej Kasatonov, Vjačeslav Fetisov, Alexej Gusarov, Alexander Fatkullin, Michail Tatarinov, Vasilij Pěrvuchin, Sergej Starikov, Vladimir Konstantinov – Sergej Makarov, Vjačeslav Bykov, Vladimir Krutov – Michail Varnakov, Anatolij Semjonov, Andrej Chomutov – Jurij Chmylov, Sergej Němčinov, Sergej Charin – Jevgenij Davydov (41. Leonov), Alexander Semak, Sergej Prjachin.
 Československo –  Finsko	5:1 (0:0, 3:0, 2:1)
11. prosince 1986 - Tampere

Branky a nahrávky Československa: 35. Jiří Kučera (Libor Dolana, František Černý), 36. Dušan Pašek (Jiří Šejba), 38. Oldřich Válek (František Černý), 46. David Volek (Jiří Hrdina, Vladimír Růžička), 58. Vladimír Růžička (Jiří Hrdina).

Branky a nahrávky Finska: 53. Erkki Lehtonen (Jari Neuvonen).

Rozhodčí: Kjell Lindh (SWE) – Karlsson (SWE), Gustafsson (SWE)

Vyloučení: 3:3 (využití 1:0)
ČSSR: Dominik Hašek – Rudolf Suchánek, Miloslav Hořava, Jaroslav Benák, Mojmír Božík, Antonín Stavjaňa, Bedřich Ščerban, Luděk Čajka, Stanislav Mečiar – David Volek, Vladimír Růžička, Jiří Hrdina – Oldřich Válek, Rostislav Vlach, Igor Liba – Libor Dolana, Jiří Kučera, František Černý - Otakar Janecký, Dušan Pašek, Jiří Šejba
Finsko: Jukka Tammi - Pertti Lehtonen, Juha Huikari, Jyrki Lumme, Hannu Virta, Jukka Virtanen, Arto Ruotanen, Jarmo Kuusisto, Timo Jutila – Kari Jalonen, Risto Jalo, Risto Kurkinen – Iiro Järvi, Pekka Järvelä, Kari Laitinen – Jari Neuvonen, Erkki Lehtonen, Jukka Vilander – Ari Vuori, Jari Torkki, Pekka Tuomisto.	
 Československo -  Finsko	0:2 (0:1, 0:1, 0:0)
12. prosince 1986 - Helsinky

Branky a nahrávky Finska: 9. Jukka Vilander (Ari Vuori, Hannu Virta), 30. Timo Jutila (Pekka Järvelä).

Rozhodčí: Kjell Lindh – Karlsson (SWE), Gustafsson (SWE)

Vyloučení: 6:3 (využití 0:1)
ČSSR: Jaromír Šindel – Rudolf Suchánek, Miloslav Hořava, Jaroslav Benák, Mojmír Božík, Antonín Stavjaňa, Bedřich Ščerban, Luděk Čajka, Stanislav Mečiar – David Volek, Vladimír Růžička, Jiří Hrdina – Oldřich Válek, Rostislav Vlach, Igor Liba – Libor Dolana, Jiří Kučera, František Černý – Otakar Janecký, Dušan Pašek, Jiří Šejba
Finsko: Jarmo Myllys – Pertti Lehtonen, Juha Huikari, Jyrki Lumme, Hannu Virta, Jukka Virtanen, Arto Ruotanen, Jarmo Kuusisto, Timo Jutila – Kari Jalonen, Risto Jalo, Risto Kurkinen – Iiro Järvi, Pekka Järvelä, Kari Laitinen – Jari Neuvonen, Erkki Lehtonen, Jukka Vilander – Ari Vuori, Jari Torkki, Pekka Tuomisto.
 Československo -  Švédsko 	5:3 (1:0, 2:0, 2:3)´
27. března 1987 - Göteborg

Branky a nahrávky Československa: 8. František Černý (Jiří Šejba, Dušan Pašek), 22. Jiří Šejba (Dušan Pašek), 24. Jiří Hrdina, 45. Dušan Pašek (Jiří Šejba), 51. Stanislav Mečiar.

Branky a nahrávky Švédska: 41. Lars-Gunnar Pettersson, 46. Magnus Roupé (Robert Nordmark), 59. Lars-Gunnar Pettersson.

Rozhodčí: Seppo Mäkelä (FIN) – Lasse Vanhanen (FIN), Uotila (FIN)

Vyloučení: 5:1 (využití 0:1) navíc Bengt-Åke Gustafsson na 10 min, Jiří Kučera na 5 min.
ČSSR: Dominik Hašek – Luděk Čajka, Miloslav Hořava, Bedřich Ščerban, Antonín Stavjaňa, Mojmír Božík, Stanislav Mečiar – David Volek, Jiří Hrdina, Jiří Doležal – Jiří Šejba, Dušan Pašek, František Černý – Petr Rosol, Vladimír Růžička, Igor Liba – Libor Dolana, Jiří Kučera, Petr Vlk
Švédsko: Ake Lilljebjörn – Mats Kihlström, Anders Eldebrink, Lars Karlsson, Tommy Samuelsson, Calle Johansson, Peter Andersson, Robert Nordmark, Tommy Albelin – Thom Eklund, Bengt-Åke Gustafsson, Håkan Södergren – Mikael Hjälm, Thomas Rundqvist, Matti Pauna – Peter Sundström, Mikael Andersson, Lars-Gunnar Pettersson – Jonas Bergqvist, Thomas Ljungbergh, Magnus Roupé.
 Československo -  Švédsko 	2:3 (0:0, 0:2, 2:1)
29. března 1987 - Stockholm

Branky a nahrávky Československa: 41. Jiří Hrdina (David Volek), 53. Rostislav Vlach (Libor Dolana).

Branky a nahrávky Švédska: 26. Lars Molin, 35. Magnus Roupé, 51. Jonas Bergqvist

Rozhodčí: Seppo Mäkelä (FIN) – Lasse Vanhanen (FIN), Uotila (FIN)

Vyloučení: 6:7 (využití 0:3)
ČSSR: Jaromír Šindel (21. Dominik Hašek) – Luděk Čajka, Miloslav Hořava, Bedřich Ščerban, Antonín Stavjaňa, Arnold Kadlec, Stanislav Mečiar – David Volek, Jiří Hrdina, Jiří Doležal – Jiří Šejba, Dušan Pašek, František Černý – Petr Rosol, Vladimír Růžička, Rostislav Vlach (41. Igor Liba) – Libor Dolana, Jiří Kučera (41. Rostislav Vlach), Petr Vlk
Švédsko: Ake Lilljebjörn – Lars Karlsson, Magnus Svensson, Mats Kihlström, Robert Nordmark, Calle Johansson, Peter Andersson, Anders Eldebrink, Tommy Albelin – Mikael Hjälm, Thomas Rundqvist, Matti Pauna – Lars Molin, Thomas Ljungbergh, Magnus Roupé – Thom Eklund, Mikael Andersson, Lars-Gunnar Pettersson – Jonas Bergqvist, Bengt-Åke Gustafsson, Håkan Södergren.
 Československo -  Finsko	5:2 (2:0, 1:1, 2:1)
4. dubna 1987 - Plzeň

Branky a nahrávky Československa: 2. Rostislav Vlach, 5. Dárius Rusnák (Stanislav Mečiar), 38. Libor Dolana (Jiří Kučera), 48. Miloslav Hořava (Vladimír Růžička), 53. Vladimír Růžička (Petr Rosol).

Branky a nahrávky Finska: 29. Risto Kurkinen (Pekka Järvelä), 56. Jari Torkki.

Rozhodčí: Bogdan Tyszkiewicz (POL) – Jiří Brunclík (TCH), Ladislav Rouspetr (TCH)

Vyloučení: 6:7 (využití 1:0)
ČSSR: Dominik Hašek – Mojmír Božík, Jaroslav Benák, Antonín Stavjaňa, Bedřich Ščerban, Luděk Čajka, Miloslav Hořava, Stanislav Mečiar, Drahomír Kadlec – Jiří Šejba, Dušan Pašek, František Černý – Petr Rosol, Vladimír Růžička, Igor Liba – Ján Jaško, Dárius Rusnák, Rostislav Vlach – Libor Dolana, Jiří Kučera, Petr Vlk
Finsko: Hannu Kampuri – Hannu Virta, Jukka Virtanen, Pekka Laksola, Teppo Numminen, Timo Jutila, Arto Ruotanen, Pertti Lehtonen, Jyrki Lumme – Risto Kurkinen, Pekka Järvelä, Seppo – Reijo Mikkolainen, Janne Ojanen, Timo Susi – Jukka Vilander, Kari Jalonen, Tommy Pohja – Risto Jalo, Kari Laitinen, Jari Torkki.
 Československo -  Finsko	2:2 (2:1, 0:0, 0:1)
5. dubna 1987 - Praha

Branky a nahrávky Československa: 1. Jiří Doležal (David Volek, Jiří Hrdina), 20. Jiří Doležal.

Branky a nahrávky Finska: 16. Risto Jalo, 59. Jarmo Kuusisto (Risto Jalo).

Rozhodčí: Bogdan Tyszkiewicz (POL) – Josef Furmánek, Miroslav Lipina (TCH)

Vyloučení: 3:8 (využití 1:0)
ČSSR: Jaromír Šindel – Mojmír Božík, Jaroslav Benák, Luděk Čajka, Miloslav Hořava, Stanislav Mečiar, Drahomír Kadlec, Antonín Stavjaňa, Bedřich Ščerban – David Volek, Jiří Hrdina, Jiří Doležal – Petr Rosol, Vladimír Růžička, Igor Liba – Ján Jaško, Dárius Rusnák, Rostislav Vlach – Libor Dolana, Jiří Kučera, Petr Vlk
Finsko: Jarmo Myllys – Hannu Virta (14. Jyrki Lumme), Jukka Virtanen, Pekka Laksola, Teppo Numminen, Timo Jutila, Arto Ruotanen, Pertti Lehtonen, Jarmo Kuusisto – Jari Torkki, Pekka Järvelä, Risto Kurkinen – Reijo Mikkolainen, Janne Ojanen, Timo Susi – Pekka Tuomisto, Kari Jalonen, Kari Laitinen – Iiro Järvi, Risto Jalo, Pohja
 Československo -  Polsko	9:1 (3:0, 4:1, 2:0)
11. dubna 1987 - Příbram

Branky a nahrávky Československa: 3. Jiří Kučera (Libor Dolana, Mojmír Božík), 5. Jiří Šejba (Dušan Pašek, Miloslav Hořava), 16. Luděk Čajka (Libor Dolana), 22. František Černý (Jiří Šejba), 28. Petr Rosol, 32. Petr Rosol, 39. Jiří Kučera, 46. Dušan Pašek, 56. Petr Vlk.

Branky a nahrávky Polska: 26. Jaroslaw Morawiecki (Piotr Zdunek, Krystian Sikorski).

Rozhodčí: Vladimír Šubrt (TCH) – Jiří Brunclík (TCH), Miroslav Lipina (TCH)

Vyloučení: 5:6 (využití 0:0)
ČSSR: Dominik Hašek – Mojmír Božík, Jaroslav Benák, Antonín Stavjaňa, Bedřich Ščerban, Luděk Čajka, Miloslav Hořava – David Volek, Jiří Hrdina, Jiří Doležal (21. Rostislav Vlach) – Jiří Šejba, Dušan Pašek, František Černý – Petr Rosol, Vladimír Růžička, Igor Liba – Libor Dolana, Jiří Kučera, Petr Vlk
Polsko: Franciszek Kukla (26. Andrzej Hanisz) – Robert Szopinski, Henryk Gruth, Pulka, Andrzej Kadziolka, Andrzej Swiatek, Marek Cholewa, Andrzej Truty, Jerzy Matras – Jan Stopczyk, Janus Adamiec, Piotr Kwasigroch – Marek Stebnicki, Jerzy Christ, Krystian Sikorski – Piotr Zdunek, Jaroslaw Morawiecki, Krystof Podsiadlo – Roman Steblecki, Jacek Szopinski, Ireneusz Pacula.
 Československo -  Polsko	12:2 (7:0, 4:2, 1:0)
12. dubna 1987 - Tábor	

Branky a nahrávky Československa: 5. David Volek (Drahomír Kadlec), 5. Miloslav Hořava (Igor Liba, David Volek), 7. Vladimír Růžička (Igor Liba, Miloslav Hořava), 9. Dušan Pašek (Jaroslav Benák), 11. Vladimír Růžička (Luděk Čajka), 18. David Volek (Rostislav Vlach), 20. Vladimír Růžička, 21. Vladimír Růžička, 22. Jiří Šejba (Drahomír Kadlec), 33. Vladimír Růžička (Igor Liba), 36. Rostislav Vlach (David Volek), 49. Jiří Kučera (Libor Dolana).

Branky a nahrávky Polska: 28. Piotr Zdunek (Andrzej Swiatek), 30. Jan Stopczyk (Janus Adamiec).

Rozhodčí: Vladimír Šubrt (TCH) – Jiří Brunclík (TCH), Miroslav Lipina (TCH)

Vyloučení: 10:5 (využití 4:1, v oslabení 1:0) navíc Henryk Gruth na 5 min.
ČSSR: Jaromír Šindel – Luděk Čajka, Miloslav Hořava, Mojmír Božík, Jaroslav Benák, Antonín Stavjaňa, Bedřich Ščerban, Drahomír Kadlec – Petr Rosol, Vladimír Růžička, Igor Liba – Jiří Šejba, Dušan Pašek, František Černý – Libor Dolana, Jiří Kučera, Petr Vlk – David Volek, Rostislav Vlach
Polsko: Andrzej Hanisz – Robert Szopinski, Henryk Gruth, Pulka, Andrzej Kadziolka, Andrzej Swiatek, Marek Cholewa, Kruty, Jerzy Matras – Jan Stopczyk, Janus Adamiec, Piotr Kwasigroch – Marek Stebnicki, Jerzy Christ, Krystian Sikorski – Piotr Zdunek, Jaroslaw Morawiecki, Krystof Podsiadlo – Roman Steblecki, Jacek Szopinski, Ireneusz Pacula.